# الخلاق (أسماء الله الحسنى)

## ذكره فيالقرآن
ورد اسم الله الخلاق في القرآن الكريم مرتين
قال الله تعالى: ﴿إِنَّ رَبَّكَ هُوَ الْخَلَّاقُ الْعَلِيمُ ۝٨٦﴾ (سورة الحجر)
قال الله تعالى: ﴿أَوَلَيْسَ الَّذِي خَلَقَ السَّمَاوَاتِ وَالْأَرْضَ بِقَادِرٍ عَلَى أَنْ يَخْلُقَ مِثْلَهُمْ بَلَى وَهُوَ الْخَلَّاقُ الْعَلِيمُ ۝٨١﴾ (سورة يس)

## الخلاق اسم مبالغة من الفعل خلق
يدل على كثرة خلق الخالق وتنوع أشكاله وألوانه وأحجامه وكمياته
ويطلق اسم الخلاق على الخالق الذي خلق مخلوقات تعيش بعضها مع بعضها ولا يرى بعضها بعضاً ولا يراها كلها ولا يعلم حياتها إلا هو الخلاق العليم
يطلق اسم الخلاق على الخالق منذ الأزل الذي خلق المخلوقات الأولى في الكون التي لم نعرفها ولا تصل عقولنا إليها ولا يعلمها إلا هو الخلاق العليم
يطلق اسم الخلاق على الخالق الذي خلق مخلوقات عاشت في الدنيا ثم انتقلت إلى حياه أخرى لا يعلمها إلا هو الخلاق العليم
يطلق اسم الخلاق على الخالق الذي سيخلق مخلوقات لا نعلمها في وقت لا نعلمه ولا يعلمها ولا يعلم وقت خلقها إلا هو الخلاق العليم
يطلق اسم الخلاق على الخالق الذي لا يمكن أن تعد أو تحصى مخلوقاته ولا يعلم عدهها إلا هو الخلاق العليم
يطلق اسم الخلاق على الخالق الذي لا يخلق شيء عبثاً ولكن يخلق الخلق ويعلم الحكمة من هذا الخلق ولا يعلم الحكمة من بعض مخلوقاته إلا هو الخلاق العليم
يطلق اسم الخلاق على الخالق الذي يخلق مايشاء كيف يشاء متى شاء بكمال حكمتة وإرادته ومشيئته وعلمه فهو الخلاق العليم

## الخلاق يبدأ الخلق ثم يعيده
كما تفرد ربنا جل جلاله بالخلق فإنه سبحانه وتعالى يتفرد بإعادة الخلق فهو سبحانه وتعالى يبدأ الخلق من العدم بدون أي سابق له ثم يفني الخلق وينهيه تماما كأن لم يكن ثم بقدرته وعظمته سبحانه يستطيع أن يعيد نفس الخلق الذي أفناه كهيئته قبل أن يفنيه وهذا لا يستطيعه إلا الله الخالق سبحانه وتعالى الذي يستحق العبادة وحده لا شريك له
قال الله تعالى: ﴿قُلْ هَلْ مِنْ شُرَكَائِكُمْ مَنْ يَبْدَأُ الْخَلْقَ ثُمَّ يُعِيدُهُ قُلِ اللَّهُ يَبْدَأُ الْخَلْقَ ثُمَّ يُعِيدُهُ فَأَنَّى تُؤْفَكُونَ ۝٣٤﴾ (سورة يونس)
قال الله تعالى: ﴿إِلَيْهِ مَرْجِعُكُمْ جَمِيعًا وَعْدَ اللَّهِ حَقًّا إِنَّهُ يَبْدَأُ الْخَلْقَ ثُمَّ يُعِيدُهُ لِيَجْزِيَ الَّذِينَ آمَنُوا وَعَمِلُوا الصَّالِحَاتِ بِالْقِسْطِ وَالَّذِينَ كَفَرُوا لَهُمْ شَرَابٌ مِنْ حَمِيمٍ وَعَذَابٌ أَلِيمٌ بِمَا كَانُوا يَكْفُرُونَ ۝٤﴾ (سورة يونس)
قال الله تعالى: ﴿أَمْ مَنْ يَبْدَأُ الْخَلْقَ ثُمَّ يُعِيدُهُ وَمَنْ يَرْزُقُكُمْ مِنَ السَّمَاءِ وَالْأَرْضِ أَإِلَهٌ مَعَ اللَّهِ قُلْ هَاتُوا بُرْهَانَكُمْ إِنْ كُنْتُمْ صَادِقِينَ ۝٦٤﴾ (سورة النمل)
قال الله تعالى: ﴿أَوَلَمْ يَرَوْا كَيْفَ يُبْدِئُ اللَّهُ الْخَلْقَ ثُمَّ يُعِيدُهُ إِنَّ ذَلِكَ عَلَى اللَّهِ يَسِيرٌ ۝١٩ قُلْ سِيرُوا فِي الْأَرْضِ فَانْظُرُوا كَيْفَ بَدَأَ الْخَلْقَ ثُمَّ اللَّهُ يُنْشِئُ النَّشْأَةَ الْآخِرَةَ إِنَّ اللَّهَ عَلَى كُلِّ شَيْءٍ قَدِيرٌ ۝٢٠﴾ (سورة العنكبوت)
قال الله تعالى: ﴿اللَّهُ يَبْدَأُ الْخَلْقَ ثُمَّ يُعِيدُهُ ثُمَّ إِلَيْهِ تُرْجَعُونَ ۝١١﴾ (سورة الروم)
قال الله تعالى: ﴿وَهُوَ الَّذِي يَبْدَأُ الْخَلْقَ ثُمَّ يُعِيدُهُ وَهُوَ أَهْوَنُ عَلَيْهِ وَلَهُ الْمَثَلُ الْأَعْلَى فِي السَّمَاوَاتِ وَالْأَرْضِ وَهُوَ الْعَزِيزُ الْحَكِيمُ ۝٢٧﴾ (سورة الروم)
قال الله تعالى: ﴿كَيْفَ تَكْفُرُونَ بِاللَّهِ وَكُنْتُمْ أَمْوَاتًا فَأَحْيَاكُمْ ثُمَّ يُمِيتُكُمْ ثُمَّ يُحْيِيكُمْ ثُمَّ إِلَيْهِ تُرْجَعُونَ ۝٢٨﴾ (سورة البقرة)
قال الله تعالى: ﴿وَهُوَ الَّذِي أَحْيَاكُمْ ثُمَّ يُمِيتُكُمْ ثُمَّ يُحْيِيكُمْ إِنَّ الْإِنْسَانَ لَكَفُورٌ ۝٦٦﴾ (سورة الحج)
قال الله تعالى: ﴿اللَّهُ الَّذِي خَلَقَكُمْ ثُمَّ رَزَقَكُمْ ثُمَّ يُمِيتُكُمْ ثُمَّ يُحْيِيكُمْ هَلْ مِنْ شُرَكَائِكُمْ مَنْ يَفْعَلُ مِنْ ذَلِكُمْ مِنْ شَيْءٍ سُبْحَانَهُ وَتَعَالَى عَمَّا يُشْرِكُونَ ۝٤٠﴾ (سورة الروم)
قال الله تعالى: ﴿قُلِ اللَّهُ يُحْيِيكُمْ ثُمَّ يُمِيتُكُمْ ثُمَّ يَجْمَعُكُمْ إِلَى يَوْمِ الْقِيَامَةِ لَا رَيْبَ فِيهِ وَلَكِنَّ أَكْثَرَ النَّاسِ لَا يَعْلَمُونَ ۝٢٦﴾ (سورة الجاثية)
قال الله تعالى: ﴿أَوَلَمْ يَرَوْا أَنَّ اللَّهَ الَّذِي خَلَقَ السَّمَاوَاتِ وَالْأَرْضَ قَادِرٌ عَلَى أَنْ يَخْلُقَ مِثْلَهُمْ وَجَعَلَ لَهُمْ أَجَلًا لَا رَيْبَ فِيهِ فَأَبَى الظَّالِمُونَ إِلَّا كُفُورًا ۝٩٩﴾ (سورة الإسراء)
قال الله تعالى: ﴿وَضَرَبَ لَنَا مَثَلًا وَنَسِيَ خَلْقَهُ قَالَ مَنْ يُحْيِي الْعِظَامَ وَهِيَ رَمِيمٌ ۝٧٨ قُلْ يُحْيِيهَا الَّذِي أَنْشَأَهَا أَوَّلَ مَرَّةٍ وَهُوَ بِكُلِّ خَلْقٍ عَلِيمٌ ۝٧٩ الَّذِي جَعَلَ لَكُمْ مِنَ الشَّجَرِ الْأَخْضَرِ نَارًا فَإِذَا أَنْتُمْ مِنْهُ تُوقِدُونَ ۝٨٠ أَوَلَيْسَ الَّذِي خَلَقَ السَّمَاوَاتِ وَالْأَرْضَ بِقَادِرٍ عَلَى أَنْ يَخْلُقَ مِثْلَهُمْ بَلَى وَهُوَ الْخَلَّاقُ الْعَلِيمُ ۝٨١﴾ (سورة يس)
قال الله تعالى: ﴿وَإِنْ تَعْجَبْ فَعَجَبٌ قَوْلُهُمْ أَئِذَا كُنَّا تُرَابًا أَئِنَّا لَفِي خَلْقٍ جَدِيدٍ أُولَئِكَ الَّذِينَ كَفَرُوا بِرَبِّهِمْ وَأُولَئِكَ الْأَغْلَالُ فِي أَعْنَاقِهِمْ وَأُولَئِكَ أَصْحَابُ النَّارِ هُمْ فِيهَا خَالِدُونَ ۝٥﴾ (سورة الرعد)
قال الله تعالى: ﴿فَضَرَبْنَا عَلَى آذَانِهِمْ فِي الْكَهْفِ سِنِينَ عَدَدًا ۝١١ ثُمَّ بَعَثْنَاهُمْ لِنَعْلَمَ أَيُّ الْحِزْبَيْنِ أَحْصَى لِمَا لَبِثُوا أَمَدًا ۝١٢﴾ (سورة الكهف)
قال الله تعالى: ﴿فَانْظُرْ إِلَى آثَارِ رَحْمَةِ اللَّهِ كَيْفَ يُحْيِي الْأَرْضَ بَعْدَ مَوْتِهَا إِنَّ ذَلِكَ لَمُحْيِي الْمَوْتَى وَهُوَ عَلَى كُلِّ شَيْءٍ قَدِيرٌ ۝٥٠﴾ (سورة الروم)
قال الله تعالى: ﴿مِنْهَا خَلَقْنَاكُمْ وَفِيهَا نُعِيدُكُمْ وَمِنْهَا نُخْرِجُكُمْ تَارَةً أُخْرَى ۝٥٥﴾ (سورة طه)